# Kritzmow
Kritzmow ist eine Gemeinde im Landkreis Rostock in Mecklenburg-Vorpommern (Deutschland). Sie ist Sitz des Amtes Warnow-West, dem weitere sechs Gemeinden angehören.

## Geografie
Die Gemeinde Kritzmow, auf einer etwas höher gelegenen Fläche zwischen den Tälern der Warnow und des Waidbaches gelegen, grenzt direkt an den Südwesten der Hansestadt Rostock. Weitere Nachbargemeinden von Kritzmow sind Papendorf im Südosten, Ziesendorf im Süden, Stäbelow im Westen sowie Lambrechtshagen im Nordwesten.
Das Gebiet der Gemeinde besteht aus den Orten Kritzmow, Groß Schwaß, Klein Schwaß und Klein Stove.

## Geschichte

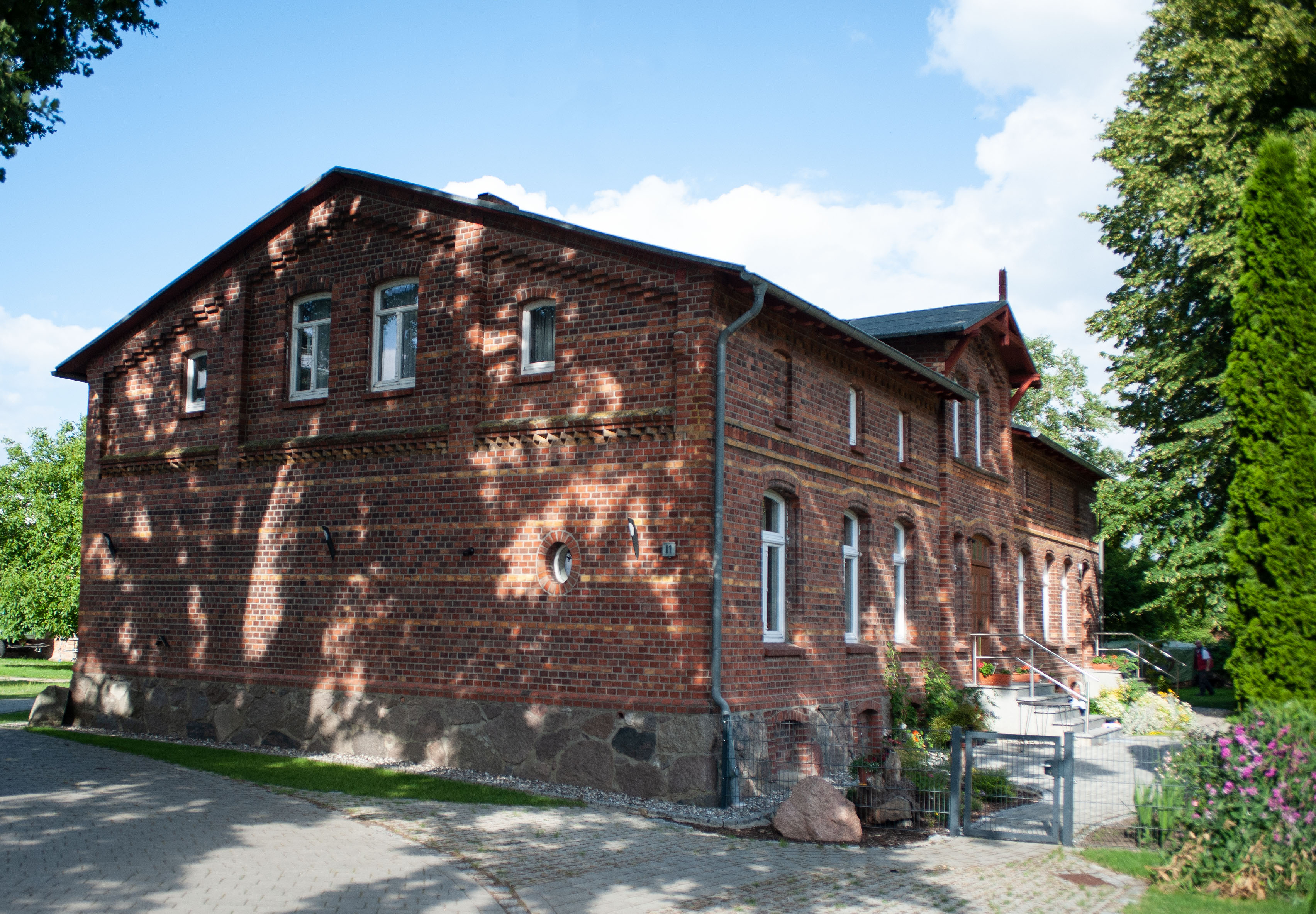
Denkmalgeschütztes Haus im Ortsteil Klein Stove

Klein Schwaß (Minori Zwerz) wurde 1219 anlässlich der Stiftung und Erstausstattung des Klosters Sonnenkamp erstmals urkundlich genannt und ist damit der älteste Ort der Gemeinde. Kritzmow wurde erstmals 1270 als Critzelmow erwähnt. 1301 verlieh König Erik VI. von Dänemark dem Kloster Doberan das Eigentum am Dorf Kritzmow. Nach der Säkularisation des Klosters Doberan 1552 ging Kritzmow  an das herzogliche Domanialamt Schwaan über.
1857 wechselte es mit Klein Schwaß zum Domanialamt Toitenwinkel, bevor es 1925 dem neuen Amt (ab 1933 Landkreis) Rostock-Land unterstellt wurde.
Von 1952 bis 1994 gehörte Kritzmow zum Kreis Rostock-Land (bis 1990 im DDR-Bezirk Rostock, 1990–1994 im Land Mecklenburg-Vorpommern). 1994 wurde die Gemeinde in den Landkreis Bad Doberan eingegliedert. Seit der Kreisgebietsreform 2011 liegt sie im Landkreis Rostock.
Am 1. Januar 1958 wurde Klein Stove eingemeindet, 1960 wurden Klein und Groß Schwaß angegliedert.

## Bevölkerung
| Jahr | Einwohner |
| ---- | --------- |
| 1990 | 1316      |
| 1995 | 1847      |
| 2000 | 2867      |
| 2005 | 3194      |
| 2010 | 3246      |
| 2015 | 3639      |

| Jahr | Einwohner |
| ---- | --------- |
| 2020 | 3896      |
| 2021 | 3905      |
| 2022 | 3927      |
| 2023 | 4015      |

Stand: 31. Dezember des jeweiligen Jahres
Durch die Nähe zu Rostock, die Ansiedlung mehrerer Industrie- und Handwerksbetriebe sowie attraktive Baugebiete konnte die Gemeinde gegen den Trend in Mecklenburg-Vorpommern ihre Einwohnerzahl seit 1990 deutlich erhöhen.

## Politik

### Gemeindevertretung
Die Gemeindevertretung von Kritzmow besteht aus 14 Mitgliedern. Die Kommunalwahl am 9. Juni 2024 führte bei einer Wahlbeteiligung von 75,4 % zu folgendem Ergebnis:
| Partei / Wählergruppe                   | Stimmenanteil 2019 | Sitze 2019 |  | Stimmenanteil 2024 | Sitze 2024 |
| --------------------------------------- | ------------------ | ---------- |  | ------------------ | ---------- |
| CDU                                     | 41,3 %             | 6          |  | 46,1 %             | 6          |
| SPD                                     | 31,3 %             | 4          |  | 22,0 %             | 3          |
| Freie Wählergemeinschaft Kritzmow (FWG) | 23,4 %             | 3          |  | 19,2 %             | 3          |
| Einzelbewerber Stephan Harloff          | –                  | –          |  | 06,7 %             | 1          |
| Bündnis 90/Die Grünen                   | –                  | –          |  | 06,0 %             | 1          |
| Einzelbewerber Bastian Mau              | 04,0 %             | 1          |  | –                  |            |
| Insgesamt                               | 100 %              | 14         |  | 100 %              | 14         |

### Bürgermeister
- 2007–2014: Thomas Knopp
- seit 2014: Leif Kaiser (CDU)[7]

Kaiser wurde in der Bürgermeisterwahl am 26. Mai 2019 ohne Gegenkandidat mit 81,1 % der gültigen Stimmen gewählt. Er wurde bei der Bürgermeisterwahl am 9. Juni 2024 mit 74,3 % der gültigen Stimmen in seinem Amt bestätigt. Seine Amtsdauer beträgt fünf Jahre.

### Wappen
Blasonierung: „Schräglinks geteilt; oben in Blau ein abgerissener, rot gezungter goldener Greifenkopf; unten in Gold ein schräglinks liegender, gestürzter roter Abtstab mit abgebrochenem Schaft.“
Die Klosterherrschaft über die beiden Orte Kritzmow und Klein Schwaß wird im Wappen durch den Abtstab symbolisiert, dessen abgebrochener Schaft das Ende dieser Herrschaft verdeutlicht. Die Zugehörigkeit der Orte Groß Schwaß und Klein Stove zum Hospital „Zum Heiligen Geist“ bzw. „Zum Heiligen Georg“ zu Rostock wird im Wappen durch den Greifenkopf verkörpert.

## Sehenswürdigkeiten
- Liste der Baudenkmale in Kritzmow

## Verkehr

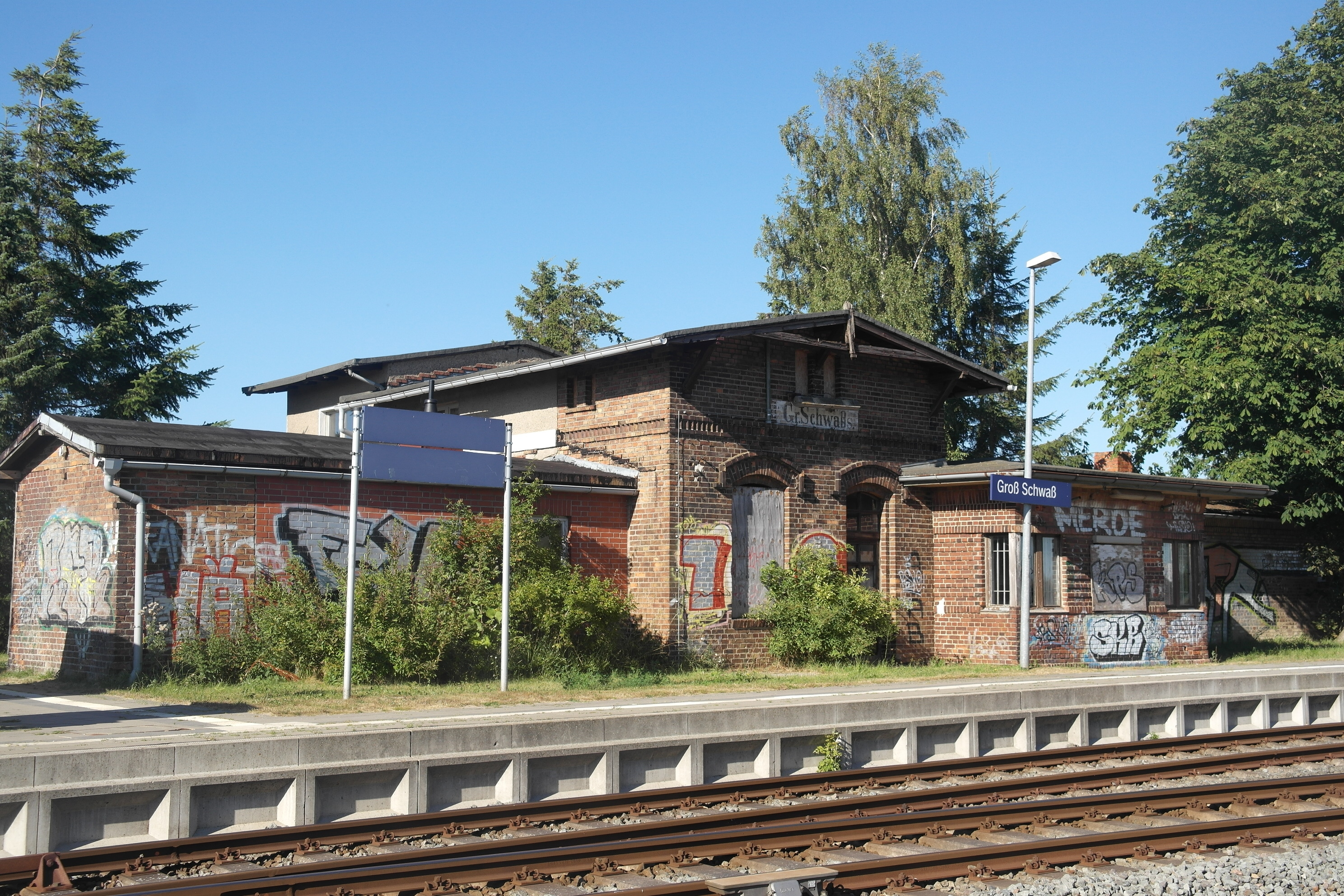
Bahnhof Groß Schwaß

Durch das Gemeindegebiet führt die vierstreifige Bundesstraße 103 zwischen Rostock-Warnemünde und der Anschlussstelle Rostock-West an der Bundesautobahn 20 (2003 fertiggestellt). Die Landesstraße L 10 verbindet Kritzmow mit dem Zentrum Rostocks. In südwestlicher Richtung führt sie bis kurz vor Wismar.
Der Bahnhof Groß Schwaß im gleichnamigen Ortsteil liegt an der Bahnstrecke Wismar–Rostock. Er wird von der Regionalbahnlinie RB 11 (Wismar–Rostock–Tessin) bedient.

## Bildung
- Regenbogenkinder-Grundschule
- Kindertagesstätte Schwalbennest

## Persönlichkeiten
- Paul Walter (1876–nach 1933), Lehrer in Kritzmow
- Günter Heidorn (1925–2010), Historiker, lebte in Kritzmow
- Dirk Stamer (* 1980), Politiker (SPD), lebt in Kritzmow